# Mars 1
Mars 1 est une sonde spatiale soviétique du Programme Mars lancée le 1er novembre 1962 depuis le cosmodrome de Baïkonour. Son objectif est d'effectuer le premier survol de la planète Mars, de photographier sa surface et de recueillir des données sur son atmosphère. La sonde spatiale a été victime d'une défaillance de son système de contrôle d'attitude durant son transit vers la planète, quelques mois après son lancement, mais parvient toutefois à collecter de nombreuses données sur le milieu interplanétaire.

## Contexte

### Premières hypothèses sur le climat martien
En Union soviétique, les premières spéculations scientifiques sur le climat martien sont le fait de l'astronome Gavriil Tikhov. Celui-ci observe la planète Mars  à compter des années 1930 en utilisant la lunette de l'observatoire de Poulkovo à Léningrad. Il note que la surface de Mars présente des couleurs (brun, vert et rouge) similaires à celles des régions terrestres arctiques et en déduit que Mars présente des caractéristiques proches de ces dernières. Il observe les phénomènes qui accompagnent le cycle des saisons. À la fin de sa vie, au milieu des années 1950, il défend la thèse selon laquelle le règne végétal peut exister dans des conditions très rudes telles que celles qui doivent régner sur Mars. À l'époque, le consensus parmi les scientifiques soviétiques est que la pression atmosphérique martienne est comprise entre 80  et   120 millibars (soit un dixième de celle de la Terre mais on découvrira qu'elle est en réalité de 6 millibars) permettant la présence éventuelle de végétaux grâce à la fonte saisonnière des calottes glaciaires. Les premières sondes spatiales martiennes sont conçues sur ces hypothèses. Le premier atterrisseur est ainsi développé pour des températures comprises entre −70 °C et 20 °C alors que la température moyenne sera évaluée par la suite à −63 °C.

### Début de la course à l'espace
En 1958, peu après le lancement de Spoutnik, premier satellite artificiel de la Terre, l'équipe d'ingénieurs soviétiques dirigée par Sergueï Korolev à l'origine de cette première définit des plans ambitieux pour explorer le système solaire : une sonde spatiale (modèle 1M) doit être lancée dès aout 1958 vers Mars et une autre (modèle 1V) vers Vénus en juin 1959. Ces projets sont stimulés par la Course à l'espace à laquelle se livrent les États-Unis et l'Union soviétique pour des raisons plus idéologiques que scientifiques. Toutefois, les difficultés rencontrées par le programme Luna conduisent à repousser ce calendrier. La première sonde vénusienne est reprogrammée pour 1961 tandis qu'un nouveau lanceur, qui sera baptisé plus tard Molnia, est mis au point pour placer en orbite les sondes interplanétaires. Il comporte deux étages supérieurs dont le dernier est chargé d'injecter les sondes sur leur trajectoire interplanétaire.

### Échec des sondes martiennes de 1960 et développement des sondes de 1962
Le lanceur Molnia, qui effectue son premier vol en 1960, peut lancer un engin spatial de 900 kg vers Mars. Les soviétiques utilisent cette fusée pour envoyer en 1960 deux sondes spatiales vers Mars. L'objectif de ces sondes est de photographier la surface de la planète mais également d'étudier le milieu interplanétaire et ses effets sur les équipements embarqués. Mais ces deux tentatives, Marsnik 1 (Mars 1960A), lancé le 10 octobre 1960 et Marsnik 2 (Mars 1960B), lancé quatre jours plus tard, échouent à la suite de défaillances de leur lanceur. De nouvelles missions sont élaborées pour profiter de l'ouverture de la fenêtre de lancement suivante qui doit avoir lieu en 1962. Au printemps 1961, l'équipe de Korolev décide de développer une nouvelle famille de sondes spatiales, baptisées 2MV (MV pour Mars Venera) destinées à être lancées vers Mars et Vénus. Quatre versions doivent être développées pour remplir les missions envisagées (survol, atterrissage) vers Mars et Vénus. Par rapport à la génération précédente, la série 2MV se distingue notamment par les améliorations apportées au système de télécommunications (plus grand nombre d'émetteurs, système de pointage de l'antenne) et par un contrôle thermique actif : des caloducs remplacent un système passif basé sur des persiennes.

## Déroulement de la missionMars 1
Durant la préparation de la mission de Mars 1, la tension entre les États-Unis et l'Union soviétique est  à son comble car la crise des missiles de Cuba est en cours. Le lancement d'une première sonde martienne le 24 octobre est un échec et une pluie de débris retombe en direction du territoire canadien et américain. Dans le contexte très tendu de l'époque, le système d'alerte américain interprète initialement le phénomène comme une attaque nucléaire avant que l'origine des échos radar ne soit identifiée. Cinq heures avant le lancement de Mars 1, les autorités soviétiques font exploser dans l'espace à titre expérimental une bombe nucléaire de 300 kilotonnes pour étudier les conséquences de son impulsion électromagnétique.
Lors du lancement de Mars 1, aucune sonde, qu'elle soit américaine ou soviétique, n'est encore parvenue à survoler Mars. Mars 1 est lancée le 1er novembre 1962 depuis le cosmodrome de Baïkonour par une fusée de type Molnia. La sonde spatiale est tout d'abord placée sur une orbite terrestre de 199/299 km, inclinée à 65° et décrite en 90 minutes. Puis l'étage supérieur du lanceur resté solidaire de Mars 1 est rallumé pour l'injection sur une trajectoire de transit vers Mars. La sonde spatiale se trouve désormais sur une orbite héliocentrique 138/240 millions de kilomètres, inclinée à 2,7 ° par rapport au plan de l'écliptique et décrite en 519 jours. Mais peu après son lancement, les contrôleurs au sol constatent, en analysant les signaux de télémétrie, que le réservoir d'azote fuit rendant impossible le maintien de l'orientation de Mars 1. Cinq jours après cette découverte, le réservoir d'azote est pratiquement vide et les contrôleurs utilisent le gaz restant pour mettre en rotation la sonde spatiale à 6 tours par minute afin de la stabiliser. Mais dans cette configuration, la correction de trajectoire prévue à mi-chemin n'est plus possible. La sonde spatiale ne peut passer qu'à grande distance de Mars et sa caméra du fait du mouvement de rotation devient inutilisable. Néanmoins, la sonde spatiale parvient à recueillir des données scientifiques de valeur durant les premiers jours sur le milieu interplanétaire (champ magnétique, vent solaire) à proximité de la Terre ainsi que sur les flux des micrométéorites associés au passage des Taurides. La station terrestre parvient à communiquer périodiquement avec la sonde spatiale totalisant 61 sessions. Toutefois, le 21 mars 1963, alors que Mars 1 se trouve à 106 760 000 kilomètres de la Terre, les ingénieurs sur Terre ne parviennent plus à reprendre contact avec la sonde spatiale. L'origine de cette panne, qui met fin à la mission, est sans doute liée à un changement d'orientation, ne permettant plus le pointage de l'antenne vers la Terre. La sonde passe au plus près de Mars le 19 juin 1963, à une distance évaluée à environ 193 000 kilomètres, après quoi elle poursuit sa route sur son orbite héliocentrique entre 148 millions kilomètres et 250 millions kilomètres .

## Caractéristiques techniques de la sonde spatiale
Mars 1 a la forme d'un cylindre de un mètre de diamètre pour 3,3 mètres de long. Sa masse est de 893,5 kg. Lorsque ses panneaux solaires sont déployés, son envergure atteint quatre mètres. La sonde spatiale comprend trois sous-ensembles. Un cylindre pressurisé de 2,1 mètres de long pour un 1,1 mètre de diamètre, la plateforme, regroupe toutes les servitudes (guidage, énergie, régulation thermique, contrôle d'orientation...). À une extrémité se trouve le module de propulsion composé d'un moteur-fusée KDU-414 développé par le bureau d'étude d'Isaïev brulant un mélange d'UDMH et d'acide nitrique et capable de délivrer une poussée de 2 kilonewtons durant 40 secondes. Ce moteur devait être utilisé pour la correction à mi-course. À l'autre extrémité se trouve un module long de 60 cm hébergeant la charge utile constituée pour cette mission par l'instrumentation scientifique. Deux panneaux solaires d'une superficie de 2,6 m2 sont fixés de part et d'autre du compartiment central. Ils fournissent l'énergie nécessaire à la mission qui est stockée dans un accumulateur nickel-cadmium de 42 ampères-heures. À l'extrémité des panneaux se trouvent fixés des radiateurs de forme hémisphérique. Sur une des faces du compartiment central (entre les panneaux solaires) est fixée l'antenne parabolique grand gain de 1,7 mètre de diamètre composée d'une partie fixe et d'une partie déployable.
La face opposée du compartiment central accueille les viseurs d'étoiles et d'autres senseurs utilisés pour le contrôle d'attitude. La sonde est stabilisée 3 axes et utilise pour corriger son orientation des petits moteurs à gaz froid (azote) et quatre roues de réaction. Le système d'orientation est utilisé pour maintenir l'incidence des rayons du Soleil à moins de 10° de la direction optimale et pour orienter l'antenne parabolique durant les sessions de communication avec la Terre. Les télécommunications sont assurées par trois émetteurs fonctionnant dans trois longueurs d'onde différentes. Les signaux sont émis en utilisant l'antenne parabolique grand gain ainsi qu'une antenne semi-directionnelle fixée sur un des radiateurs. Deux antennes omnidirectionnelles fixées au sommet des panneaux solaires peuvent être utilisées en secours. Les liaisons radio sont assurées par une station terrestre construite spécifiquement pour les missions interplanétaires à Evpatoria, en Crimée. La régulation thermique est assurée par deux caloducs qui échangent la chaleur ou le froid excédentaire dans les radiateurs hémisphériques fixés à l'extrémité des panneaux solaires.

### Instrumentation scientifique
La charge utile comprend à la fois des instruments pour étudier le milieu interplanétaire et des instruments destinés à observer Mars durant son survol. 
Trois appareils devaient permettre d'étudier l'atmosphère et la surface de Mars  :
- une caméra de 32 kg équipée de deux objectifs, un grand angle de 35 mm et un téléobjectif de 750 mm, pouvant prendre 112 photos sur un film de 70 mm de large. Chaque photo pouvait être numérisée sur 68, 720 ou 1440 lignes avant d'être transmise ;
- un spectromètre infrarouge pour détecter la présence de matières organiques ;
- un spectromètre ultraviolet pour mesurer l'ozone de l'atmosphère martienne.

Les autres instruments étaient :
- un magnétomètre pour mesurer les champs magnétiques de Mars et du milieu interplanétaire ;
- un compteur de micrométéorites ;
- deux détecteurs, à décharge gazeuse et à scintillation, pour étudier les rayons cosmiques.

## Résultats scientifiques
Mars 1 a détecté une micrométéorite toutes les deux minutes à une altitude comprise de 6 000  à   40 000 kilomètres. Cette intensité était liée à la traversée des débris associés à la comète de Encke. Une densité équivalente a été mesurée par les instruments de la sonde spatiale à une distance de 20 à 40 millions de kilomètres de la Terre également liée à cette activité. L'intensité du champ magnétique dans l'espace interplanétaire a été évaluée entre 3 et 4 nanoteslas avec des pics plus élevés allant de 6 à 9 nanoteslas. Les caractéristiques du vent solaire ont été mesurées entre la Terre et Mars. L'étude des rayons cosmiques a démontré que leur intensité avait presque doublé depuis 1959 date à laquelle l'activité solaire était à son pic de son cycle de 11 ans. Très peu de sondes spatiales avaient quitté l'orbite spatiale à l'époque et fourni des indications sur le milieu interplanétaire : les instruments de Mars 1 ont apporté une contribution scientifique notable.